# Ulrich Strunz
Ulrich Ernst Theodor Strunz (* 21. November 1943 in Görlitz) ist ein deutscher Internist, Buchautor und ehemaliger Triathlet.

## Leben
Die Familie Strunz siedelte 1945 nach Erlangen über und Ulrich absolvierte das Abitur am Gymnasium Fridericianum Erlangen. In den Jahren 1962 bis 1969 studierte er Physik in Erlangen. Seine Diplomarbeit behandelte das Thema Gamma-Spektroskopie im Hochenergiebereich. Von 1964 bis 1971 studierte Strunz zusätzlich Humanmedizin als Stipendiat der Studienstiftung des deutschen Volkes.
Er arbeitete zunächst als wissenschaftlicher Assistent an der Medizinischen Universitätsklinik Erlangen und promovierte 1975 mit dem Thema 13-nle-Motilin: Wirkungsanalyse am Gastrointestinaltrakt des Kaninchens, des Meerschweinchens, der Ratte und des Menschen zum Doktor der Medizin. Von 1972 bis 1980 forschte und publizierte er in Erlangen und Los Angeles über die hormonelle Steuerung von Körperfunktionen. 1978 bzw. 1980 wurden ihm diese Qualifikationen als Facharzt für Innere Medizin und Gastroenterologie anerkannt.
Im Jahr 1988 begegnete er dem Extremsportler Hubert Schwarz, der ihn veranlasste, mit der Sportart Triathlon zu beginnen. So nahm er 1989 an allen fünf Ironman-Veranstaltungen (Roth, Japan, Neuseeland, Kanada und Hawaii) teil.
Beim Ultraman auf Hawaii wurde er Erster seiner Altersklasse. In den Folgejahren bis 1992 war er auf fast allen wichtigen Ironman-Veranstaltungen am Start und belegte 1992 den dritten Platz beim 1000-Kilometer-Race-Texas, einem Radrennen quer durch den US-Bundesstaat Texas.
Zusammen mit Michael Spitzbart veranstaltete Strunz im Jahr 1993 Seminare zum Thema Kreativität und Höchstleistung und Schlank und Fit für immer. Dazu entstanden zwei gleichnamige Bücher, die im Buchhandel nicht frei erhältlich sind. 1998 gab ihm die Zeitschrift Wirtschaftswoche den Titel Fitnesspapst. Im selben Jahr erschien auch sein erstes im Buchhandel erhältliches Buch mit dem Titel Der Weg zu Kreativität und Höchstleistung. Mit dem Buch Forever young – Das Erfolgsprogramm verbuchte er einen großen Erfolg; so wurden im Jahr 2000 innerhalb von neun Monaten 1,1 Millionen seiner Bücher verkauft. In den Folgejahren schrieb Ulrich Strunz zahlreiche weitere Bücher zum Thema Fitness. Dazu trat er zwischen 2002 und 2004 häufig im Fernsehen auf.
Nach einem Unfall mit dem Rennrad auf Mallorca wurde Strunz im Jahr 2006 aufgrund schwerer Verletzungen mehrfach operiert und beendete daraufhin seine Karriere als Triathlet.
In Zusammenarbeit mit dem Süßwarenhersteller Haribo sind 2002 auf dem Markt die Fruchtgummiprodukte forever fun und forever fun plus erschienen.
Er ist verheiratet und hat zwei Kinder.

## Wissenschaftliches Engagement
Über 80 Fachpublikationen, zahlreiche Vorträge auf internationalen und nationalen wissenschaftlichen Kongressen.

## Sportliche Erfolge
| Datum/Jahr    | Platz | Wettbewerb            | Austragungsort | Zeit     | Bemerkung   |
| ------------- | ----- | --------------------- | -------------- | -------- | ----------- |
| 30. Okt. 1989 | 215   | München-Marathon      | München        | 03:10:02 |             |
| 30. Juli 1990 | 199   | Swiss Alpine Marathon | Davos          | 07:40:12 |             |
| 30. Okt. 1990 | 258   | München-Marathon      | München        | 02:53:12 |             |
| 31. Okt. 1991 | 89    | München-Marathon      | München        | 02:49:08 |             |
| 30. Juli 1992 | 362   | Swiss Alpine Marathon | Davos          | 07:31:12 |             |
| 30. Juni 1992 | 401   | Bieler Lauftage       | Biel           | 09:19:44 | 100 km Lauf |
| 29. Okt. 1993 | 321   | München-Marathon      | München        | 02:58:33 |             |
| 28. Juni 1996 | 217   | Bieler Lauftage       | Biel           | 08:47:22 | 100 km Lauf |
| 26. Juli 1996 | 503   | Swiss Alpine Marathon | Davos          | 08:47:46 |             |
| 28. Juli 1998 | 452   | Swiss Alpine Marathon | Davos          | 08:22:23 |             |
| 29. Sep. 1999 | 554   | Berlin-Marathon       | Berlin         | 03:04:22 |             |

| Datum/Jahr    | Platz | Wettbewerb          | Austragungsort | Zeit     | Bemerkung    |
| ------------- | ----- | ------------------- | -------------- | -------- | ------------ |
| 16. Okt. 2001 | 1007  | Ironman Hawaii      | Hawaii         | 12:37:07 | [ 8 ]        |
| 23. Aug. 2001 | 608   | Ironman Switzerland | Zürich         | 11:37:35 |              |
| 20. Juli 2001 | 1021  | Ironman Europe      | Roth           | 11:03:46 |              |
| 18. Juli 2000 | 901   | Ironman Europe      | Roth           | 11:24:41 |              |
| 20. Juli 1999 | 1002  | Ironman Europe      | Roth           | 10:50:40 |              |
| 3. Okt. 1998  | 699   | Ironman Hawaii      | Hawaii         | 11:45:11 |              |
| 16. Juli 1998 | 501   | Ironman Europe      | Roth           | 10:48:52 |              |
| 9. Okt. 1997  | 659   | Ironman Hawaii      | Hawaii         | 11:58:32 |              |
| 13. Juli 1997 | 561   | Ironman Europe      | Roth           | 10:12:22 |              |
| 11. Juli 1992 | 561   | Ironman Europe      | Roth           | 10:10:12 |              |
| 10. Mai 1992  | 577   | Ironman Lanzarote   | Tinajo         | 11:53:25 |              |
| 14. Juli 1991 | 479   | Ironman Europe      | Roth           | 10:27:43 |              |
| 29. Okt. 1990 | 26    | Ultraman Hawaii     | Hawaii         | 28:10:22 |              |
| 15. Okt. 1990 | 399   | Ironman Hawaii      | Hawaii         | 11:11:06 |              |
| 15. Juli 1990 | 362   | Ironman Europe      | Roth           | 10:28:56 |              |
| 28. Okt. 1989 | 29    | Ultraman Hawaii     | Hawaii         | 27:25:36 |              |
| 14. Okt. 1989 | 336   | Ironman Hawaii      | Hawaii         | 10:22:46 |              |
| 24. Aug. 1989 | 238   | Ironman Canada      | Penticton      | 10:14:42 |              |
| 13. Juli 1989 | 322   | Ironman Japan       | Gotō           | 10:29:41 |              |
| 24. Juni 1989 | 409   | Ironman Europe      | Roth           | 05:07:44 | Halbdistanz. |
| 12. März 1989 | 259   | Ironman New Zealand | Taupō          | 10:50:04 |              |

## Schriften (Auswahl)
- Der Weg zu Kreativität und Höchstleistung. Vitalmind, 1998, ISBN 3-909134-00-9.
- Forever young – Das Erfolgsprogramm. Gräfe & Unzer, 1999, ISBN 3-7742-1736-X.
- Lauf um die Welt. Ullstein, 2001, ISBN 3-550-07159-0.
- Die Diät. Heyne, 2002, ISBN 3-453-21638-5.
- Power Eiweiß Drinks. Heyne, 2003, ISBN 3-453-87309-2.
- Mineralien – Das Erfolgsprogramm. Heyne, 2003, ISBN 3-453-86928-1.
- Topfit mit Vitaminen – Die Vitamin Revolution. Gräfe & Unzer, 2003, ISBN 3-7742-5938-0.
- Geheimnis Eiweiß. Heyne, 2004, ISBN 3-453-12002-7.
- Frohmedizin. Heyne, 2004, ISBN 3-453-87268-1.
- Das Mentalprogramm. Heyne, 2005, ISBN 3-453-87267-3.
- 77 Tipps für ein gesundes Herz. Heyne, 2005, ISBN 3-453-87884-1.
- Meine besten Fitnessrezepte. Heyne, 2005, ISBN 3-453-66013-7.
- Das Geheimnis der Gesundheit. Heyne, 2010, ISBN 978-3-453-65013-8.
- Wieso macht die Tomate dick? Heyne, 2011, ISBN 978-3-453-17923-3.
- Fit wie Tiger, Panther & Co – Was man von den Tieren lernen kann. Heyne, 2011, ISBN 978-3-453-19897-5.
- Das Neue Anti-Krebs Programm. Heyne, 2012, ISBN 978-3-453-20019-7.
- Der Gen-Code – Das Geheimnis der Epigenetik. Systemed, 2013, ISBN 978-3-942772-01-3.
- Vitamine – Aus der Natur oder als Nahrungsergänzung. Heyne, 2013, ISBN 978-3-453-20039-5.
- Wunder der Heilung. Heyne, 2014, ISBN 978-3-453-20064-7.
- Warum macht die Nudel dumm? Heyne, 2015, ISBN 978-3-453-20063-0.
- No-Carb-Smoothies. Heyne, 2015, ISBN 978-3-453-60348-6.
- Fit mit Fett: Die Omega-3-Revolution. Heyne, 2015, ISBN 978-3-453-60347-9.
- Blut – Die Geheimnisse unseres flüssigen Organs. Heyne, 2016, ISBN 978-3-453-20110-1.
- Forever schlank. Heyne, 2016, ISBN 978-3-453-60385-1.
- Strategien zur Selbstheilung. Heyne, 2016, ISBN 978-3-453-20094-4.
- Das Strunz Low Carb Kochbuch. Heyne, 2016, ISBN 978-3-453-20144-6.
- Das Schlaf-gut-Buch. Heyne, 2018, ISBN 978-3-45320283-2.
- Die Amino-Revolution: Der Alters-Code entschlüsselt – forever young mit Eiweiß, dem Grundstoff des Lebens, Heyne 2021, ISBN 978-3453218116
- Das Stress-weg-Buch – Das Geheimnis der Resilienz. Heyne, 2022, ISBN 978-3-453-21810-9.
- Heilung erfahren. Verborgene Krankheiten erkennen und besiegen. Heyne, 2022, ISBN 978-3-453-20279-5.
- Lebensenergie. Das Wunder des Energiestoffwechsels, alles über Erschöpfung, Dauermüdigkeit und Fatigue – und wie wir sie bezwingen. Heyne, 2022, ISBN 978-3-453-21839-0.